# Silnice I/69

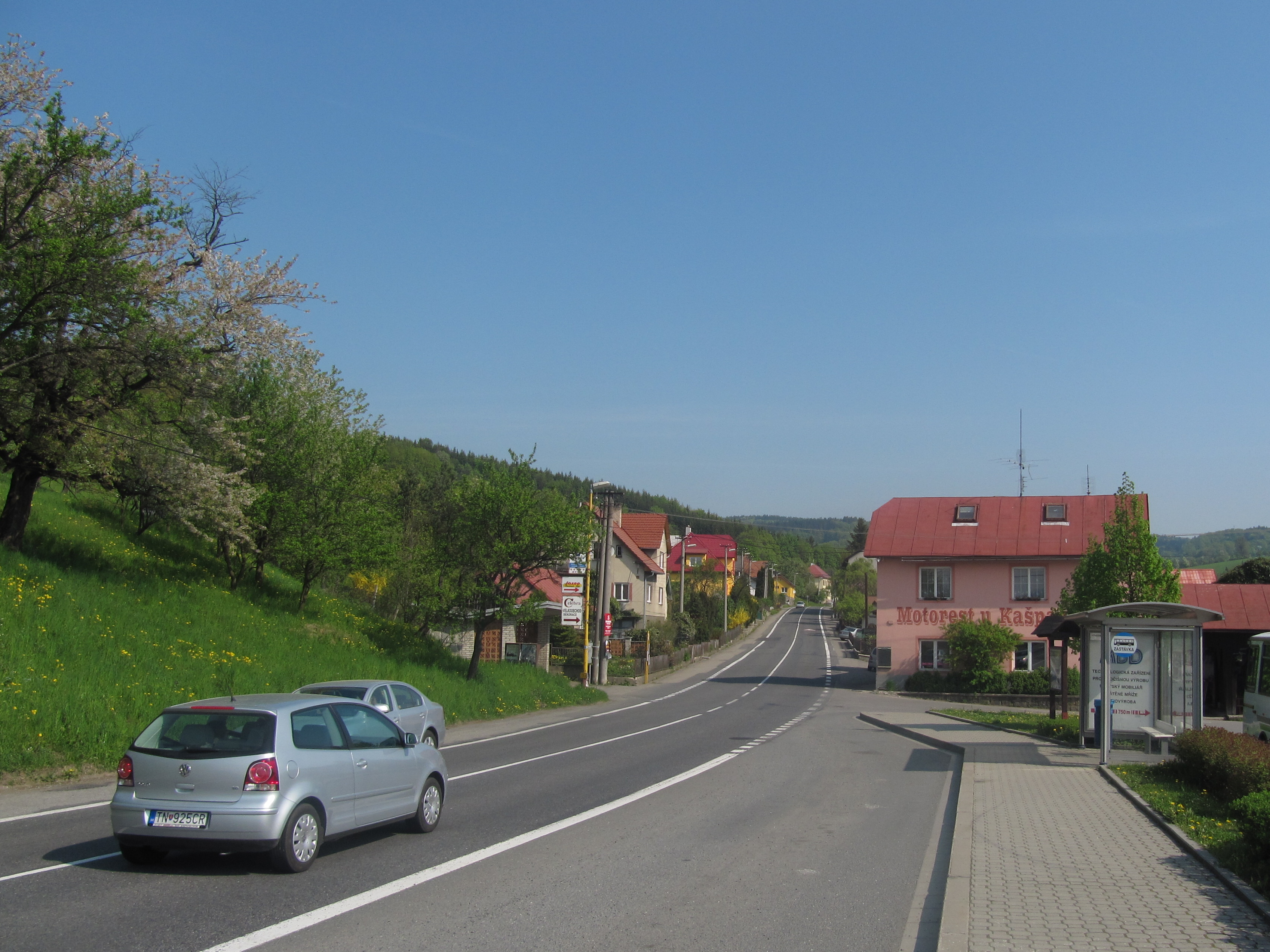
Silnice I/69 v obci Jasenná.

Silnice I/69 je česká silnice I. třídy ve Zlínském kraji. Je dlouhá 18,038 km a spojuje Vsetín a Vizovice.
Po dokončení dálnice D49 se silnice I/69 dle dokumentu "Kategorizace dálnic a silnic I. třídy v České republice do roku 2050" prodlouží až do Otrokovic. Až do přečíslování některých silnic v roce 1997 v rámci rozsáhlé rekategorizace silnic, se jednalo o úsek silnice II/488.

## Vedení silnice
- nájezd Vsetín
- Lhota u Vsetína
- Liptál
- Jasenná
- Lutonina
- Vizovice

## Modernizace silnice
| Číslo | Název                  | Délka | Kategorie | Zahájení výstavby | Uvedení do provozu | Křižovatky |
| ----- | ---------------------- | ----- | --------- | ----------------- | ------------------ | ---------- |
| Z63   | Vsetín, rampa Mostecká |       | 9/50      | 08/2022           | plánováno 2025     |            |